# Renato De Falco
Renato De Falco (Napoli, 3 novembre 1928 – Napoli, 31 marzo 2016) è stato un filologo, scrittore e personaggio televisivo italiano.

## Biografia
Autore di numerosi testi sull’etimologia e sulle espressioni dialettali partenopee, ha curato, su un'emittente privata locale, la trasmissione televisiva Alfabeto Napoletano, arrivando a presentare un totale di 500 puntate. Dalla trasmissione è stato tratto un libro dallo stesso titolo, ristampato ininterrottamente dal 1985 al 2010. Il volume racconta la storia di circa 1.500 parole, da abbabbià a zumpà, illustrandone dettagliatamente i significati e le origini, puntualizzandone le spesse e complesse etimologie e riportandone le presenze nei classici della letteratura, della poesia e della produzione musicale.
Interrotta in gioventù la pratica legale, si dedicò allo studio filologico della lingua napoletana. Conosceva e parlava correntemente il latino ed il greco. 
Su incarico della Curia partenopea, tradusse il Vangelo di Marco in napoletano. 
Negli anni novanta tradusse la messa in napoletano per una cerimonia religiosa celebrata a New York tra gli emigrati di Little Italy.
Nell'aprile 2017, in occasione del primo anniversario della sua scomparsa e con il patrocinio del Comune di Napoli, gli è stata dedicata una mostra presso il PAN - Palazzo delle Arti Napoli, dal titolo Renato de Falco - Un Signore Napoletano - Viaggio nelle parole di Napoli.

## Opere

### Libri
- Divagazioni etimologiche napoletane - Colonnese 1968
- Lo calaeto napolitano di N. Vottiero (1789) (Premessa e cura) – Colonnese 1969
- I sette peccati proverbiali – Colonnese 1971
- Dizionarietto della malavita napoletana – Colonnese 1972
- Zooverbi – Colonnese 1972
- Favurite! – Colonnese 1974
- Penzate â salute! – Colonnese 1976
- Santi e diavoli - Colonnese 1979
- Il Natale nelle tradizioni napoletane – Colonnese 1980
- Napoli in cartolina – Colonnese 1984
- L’eccellenza della lingua napoletana con la maggioranza alla toscana di Partenio Tosco (1662) (Commento e cura) - Fausto Fiorentino 1984
- Alfabeto napoletano (originariamente articolato in tre libri pubblicati tra il 1985 e il 1994 e dopo sei ristampe accorpato in unico volume - Ultima ristampa 2019) - Colonnese Editore ISBN 8899716390
- 'O Vangelo. Versione napoletana del Vangelo secondo Marco - D’Auria 1987 ISBN 8870922251
- Del mangiar napoletano – Benincasa 1988
- Agenda napoletana 1991 – Napoletanagas 1991
- Proverbi napoletani – Colonnese 1991
- Mazzate ‘e cecate – Benincasa 1993
- La donna nei detti napoletani - Newton Compton 1994 ISBN 8879836439
- Del parlar napoletano. Manualetto per tutti 1997[7] - ColonneseISBN 8887501777
- Jammo c' 'o sette! – Colonnese 1998
- Il Napoletanario. Duemilauno modi di dire dialettali spiegati e commentati - Colonnese 2001 ISBN 8887501734
- 80 capafresca ancora... - (Ediz. fuori commercio) 2008
- Per moda di dire - Guida Editore 2010 ISBN 8860427592
- Napolinomìa - Guida Editore 2011 ISBN 8860429919
- La felice memoria - (Ediz. fuori commercio) 2012
- Cu’ na bona salute! (postumo) – ITHeritage 2017 ISBN 8894209822
- Il Natale nelle tradizioni napoletane (postumo) - Yachting Library 2018 ISBN 8894209849

### Televisione
- Telenapoli - Tuttanapoli, 19 puntate, dal dicembre 1975 all’Aprile 1976.
- Canale 21 - Il Triccaballacche, 8 puntate dal dicembre 1976 all’Aprile 1977; Notturno Napoletano,7 puntate dal marzo al maggio 1977; Buon appetito!, 6 puntate dal giugno all’Agosto 1977.
- Telelibera 63 - Ha condotto dal 30 gennaio 1983, ininterrottamente, la Rubrica ALFABETO NAPOLETANO, replicata 3 volte la settimana, fino al settembre 1997, per un totale di 500 puntate e 1800 presenze.

### Teatro - Cabaret
Ha realizzato come autore o coautore oltre 30 copioni di Teatro-Cabaret messi in scena dal 1975 al 1979 dai Cabarinieri, dai Sadici Piangenti e molti altri attori.

### Articoli
- Napoli Oggi (Rubr. Il Napoletano che parla), 145 articoli tra il 1982 e il 1985.
- Il Roma (Rubr. Fatti rifatti alla napoletana), 21 articoli dal novembre 1990 al maggio 1991.
- La Città (Rubr. Detti fra noi), 21 articoli dal marzo al luglio 1996.
- Il Mattino (Rubr. Verba Volant), 37 articoli dal giugno 1997 al luglio 1998; altri 36 articoli dal gennaio 1996 al maggio 2006.
- Altri contributi su L’Accademia della cucina, Maltanapoli, L’Alfiere, Il Cerchio, Roma più, e sulle tre reti televisive della RAI, sul TG3 Campania e tante emittenti private.

### Docenze
Corso di napoletano presso l’Istituto Francese Grenoble di Napoli dal febbraio al maggio 1995.
Dal febbraio 1997 al giugno 2011 ha svolto il corso di dialetto napoletano per gli iscritti all'Humaniter – Università della terza età.

### Conferenze
Sul Parlar napoletano e temi ad esso inerenti ha tenuto circa 1350 conferenze, anche all’estero, fino all’Agosto 2011.

### Saggistica
Socio della Società Napoletana di Storia Patria, ha depositato presso la stessa la propria decrittazione della lapide enigmatica Ovo mira novo… fatta apporre nel 1379 da Giovanna I D’Angiò sull’arco che immetteva alla Porta di Castel dell’Ovo da lei ristrutturato, mai prima da alcuno tradotta (ved. IL MATTINO 11.11.2004). È riportata nel CXXIII Vol. Arch. Storico Prov. Nap. (2005). 
Alfabeto Napoletano è stato incluso nella bibliografia relativa alla nona area linguistica italiana (Campania) riportata dal Lexicon Der Romanistichen Linguistik (Max Niemeyer Verlag, Tubingen, 1989). 
Riferimenti ad Alfabeto Napoletano sono stati riportati nella edizione italiana de I dialetti della Campania del Prof. E. Radtke (Roma, Il Calamo, 1997).

### Principali premi e riconoscimenti
- 1987 Premio Internazionale I migliori dell’anno, Merligen (Svizzera)
- 1988 Premio Giorgio La Pira (per aver tradotto nel linguaggio del popolo il Vangelo di Gesù...)
- 1989 Premio letterario Il Globo
- 1990 Premio Procida - L’Isola di Arturo (Segnalazione Speciale)
- 2003 Pulcinella d’argento, Roma
- 2007 Premio Nazionale Salvatore Cerino (per il suo contributo alla conoscenza della lingua napoletana, analizzata con rigore scientifico e sensibilità artistica)
- 2007 Premio Eduardo Nicolardi (Assegnato dal Comune di Napoli)
- 2008 Premio Masaniello - Napoletani protagonisti[10]
- 2009 Premio Salvatore di Giacomo[11] (Sant’Agata sui Due Golfi) all’insigne cultore della storia, del costume, della lingua e della civiltà millenaria di Napoli … per aver ridato gloria e prestigio alla nostra nobile Terra, consacrandole un’intera esistenza di appassionato studioso e l’amore devoto di un figlio
- 2009 Nell’Ottobre 2009 gli è stata conferita dal Comune di Capri una attestazione di benemerenza e dalla Associazione “Capri scrigno del mondo” la qualifica di CAPRESE DI ADOZIONE
- 2010 Premio Scugnizzo d’oro